# Saarbrücker Danke-Buch
Das sogenannte Saarbrücker Danke-Buch ist ein 1946 entstandenes Album mit Zeichnungen und Reimen, das Schülerinnen der 5. und 6. Klasse der Cecilienschule in Saarbrücken, eine von dem Reformpädagogen Franz Joseph Niemann geleitete heute nicht mehr existierende Mittelschule für Mädchen, als Dank für die irische und schweizerische Kinderspeisung gestaltet haben. Es dokumentiert damit einen wichtigen Teil der Saarbrücker Nachkriegsgeschichte.

## Würdigung
Am 10. April 2025 hat der Exekutivrat der UNESCO ausgewählte Zeichnungen und Schriften von Kindern und Jugendlichen aus Kriegszeiten, die zwischen 1914 und 1950 in Europa entstanden sind, in das Verzeichnis des Weltdokumentenerbes aufgenommen. Bestandteil dieser Dokumente ist das „Danke-Buch“. Es wird heute im Stadtarchiv Saarbrücken aufbewahrt (Signatur KE 373).